# 投了
投了（とうりょう、英語: Resignation, Surrender）とは、ボードゲームなどのゲームの途中において、一方が負けの意思表示をすること。また、それにより、本来の対戦終了となる条件が成立するよりも前にゲームを終わること。

## 概説
投了が行われる時機としては、通常は、勝利の見込みがなくなった、戦意を喪失してしまったという場合に行う。
単なる時間や労力の無駄をなくすためだけでなく、勝負にならない対局を継続することは対局相手に失礼になるとする考えがある。また、実力の高い者ほど、形勢判断が正確である為、だらだらとしたゲームを続けるようなことはしない傾向がある。
例外的な投了のケースとして、体調不良や急用等によりゲームを継続する状態でなくなった、あるいは勝勢なのに敗勢と勘違いしての投了などといったケースもある。
一般に、投了優先の原則があり、反則等があっても指摘せずに投了した場合は投了を優先する。

## オセロ
オセロでは石数によって勝敗を決定する場合が多く（先後二番打ち）、そうでない場合でも最終局面まで打って石差をはっきりさせるのが一般である。

## バックギャモン
バックギャモンは勝ち方、負け方で得点が異なるため、終了間際までプレイする。「これは何点の勝ちになるのが確実」と判断されたとき、双方の合意で終局となる。

## 囲碁
囲碁では、自分の手番で「ありません」「負けました」「参りました」等と発して頭を下げることで、投了の意思表示をすることが一般的である。またアゲハマを盤上に置くことも投了の意思表示となる（アゲハマを持っていない場合に、自らの石を盤上に置くこともある。ただしこの場合は着手と紛らわしいため、2個以上の石を盤上に転がすように置くのが一般的である）。
投了により勝敗の決着がついた場合、「中押し（ちゅうおし）勝ち」「中押し負け」と呼ばれる。日本囲碁規約では、第十一条において『対局の途中でも、自らの負けを申し出て対局を終えることができる。これを「投了」という。その相手方を「中押勝」という。』と定められている。「中押し」とは「途中押し切り(勝ち/負け)」の略である。
プロやアマ高段者などの対局では、逆転不可能な差となっている場合は投了することが多い。一方で力量が拮抗した者同士の対局では、複雑な局面になった半目勝負では整地しなければ勝敗が判明しないことがあるため、プロでも最後まで打ち切ることがある。そういった、「投了せずに最後まで打ち切った碁」を指す、「作り碁」、「数え碁」という語も存在する。

## 将棋
将棋では、自分の手番で
- 「負けました」などと発声するか、
- 頭を下げて駒台に手を置くこと

によって投了の意思を表示することができる。
特にプロやアマ高段者などの対局では、棋譜を汚さないように、上手い手を出現させた時点での投了、一手違いの形にしてからの投了などの美学が存在し、最終的に完全な詰みまで指すことはごく稀である。投げ場を求める、などと言われる。
将棋で投了となる局面は、大きく次の3通りに分けられる。
1. 詰み - 自玉に王手がかかっており、自玉が即詰みとなることがわかったとき。前述の通り、最後の詰みまで指すことは稀。
2. 必至（必死） - 自玉に必至がかかり、かつ相手玉が詰まないとき。また特に上級者の場合は、必至に類似したケースとして、自玉に王手がかかっているが即詰みでない状態、または自玉に詰めろがかかっているが完全必至でない状態であっても、自玉がどう受けても王手・詰めろの連続で最終的に必至がかかってしまう状態（寄り筋・一手一手）であることを読み切った場合に投了することも多い。
3. 戦意喪失 - 駒損が著しい、攻めが続かなくなった（指し切り）、自陣だけが壊滅的な状態になっている（あるいはそれが避けられない）、一方的に入玉されたなどの理由で、勝ち目がないと判断したとき。

なお、二歩などの反則に対局者が気付かずに投了・終局となった場合、2019年6月10日改定後の将棋連盟対局規定では、投了に関わらず棋譜優先となり反則した者の負けとなる。千日手はこの限りではない（連続王手の千日手は適用内）。対局規定の改定前は、反則にかかわらず投了による終局・勝敗が優先であったが、現行の規定では棋譜優先で反則した者の負けである。

### 公式棋戦における逸話
2007年10月30日に行われた第66期順位戦C級2組6回戦・先手豊島将之四段－後手真部一男八段（段位は当時）の対局では、真部が直後に極めて有力な攻めの妙手を発見していたにもかかわらず、それを指さずに僅か33手で投了した。この時真部は癌を患っており、その妙手を指すと豊島が応手に困り長考に沈み、自らの身体が持たないであろうと判断して投了したという。
詳細は、真部一男#幻の妙手△4二角を参照。

## 連珠
連珠では、先に五連を作った者が勝ちとなり、黒が禁手を打った場合はその時点で白の勝ちとなる。しかし、相手が四三（白の場合は三三、四四も）を打ち、防ぐことが不可能な場合は、五連を待たずに投了するのが一般的である。有段者の対局ではそれ以前に投了することも多いが、四追い勝ち（三や他の手を要さず、四の連続で勝つ）の途中で投了するのは美しくないとされている。

## チェス
チェスにおいては、「(I) resign」「負けました」などと発し、握手をすることでゲームが終了となる。自分のキングを倒すことでも投了の意思は発せられる。倒すふりや、掴むだけであることが多い。
相手の手番で投了してもルール違反ではないが、相手の考慮を無駄にさせるため、投了は自分の手番で行なうのがマナーとされる。
上級者の対局では戦力差が明らかな場合、エンドゲームの前に負けを認めることがマナーとされる。

## TCG
トレーディングカードゲームでは投了などを認めているタイトルと禁じているタイトル（遊☆戯☆王オフィシャルカードゲームが代表）双方が存在する。後者の理由として、ゲームを意図的に長引かせる戦術トランスや「一回の勝利で2ゲーム分の勝ち点を得るカード」（遊戯王における【ヴィクトリー・ドラゴン】）が存在しているためなどがあげられる。

## 麻雀
麻雀では、1位や次戦に進出する可能性が現実的な方法で無くなってしまった場合であっても、明確に投了に相当するルールはなく、例えば日本で一般的なルールの場合、半荘や東風戦等のゲーム単位で見れば、ぶっ飛び終了にならない限りゲームが途中終了することはない。目無しになってしまった場合の具体的な善後策等については麻雀の目無し問題を参照のこと。

## カーリング
カーリングでは投了に相当するコンシード（concede）というルールがあり、第6エンド以降に提案できる。
点差がついて残りのストーンを投げても逆転が極めて困難な場合、負けているチームが勝っているチームへ握手を求める。これを表明した時点で最終エンドまで達していなくても試合終了となる。
カーリングは貴族のスポーツだったため、敗北を認めることはプライドに関わることから、負けを認めるギブアップではなく「相手の勝利を称えこのゲームは勝ちを譲る」という論法のルールとされる。

## ゴルフ
ゴルフのマッチプレーにおいて、対戦相手がショットを打つ前にカップインしたと見なし、自らホールアウトして敗北を認めるコンシード（concede）というルールがある。
コンシードの提案は相手のボールが止まっていればいつでも出せるが、出された側は辞退できず、出した側も取り下げできない。
コンシードが出された後にプレイを続行しても結果は変わらず、練習ショットとも見なされない。